# 尤氏蛇綿鳚
尤氏蛇綿鳚，是輻鰭魚綱鱸形目绵鳚亞目绵鳚科的一个種，分布於西北太平洋區的勘察加半島海域，屬深海底棲性魚類，棲息深度在水深3,960至4,070公尺处，體長可達25.4公分。

## 扩展阅读
維基物種上的相關：尤氏蛇綿鳚